# Xanthorhoe napassa
Xanthorhoe napassa là một loài bướm đêm trong họ Geometridae.